# Mas flow
Mas Flow es el álbum de estudio debut de los productores Luny Tunes con Noriega, siendo presentados de manera ejecutiva por DJ Nelson y su sello Flow Music. Fue publicado el 26 de agosto de 2003 a través de VI Music, siendo distribuido de manera internacional por Universal Music Latino.
Junto con El Abayarde de Tego Calderón y The Last Don de Don Omar, el cual también dio a conocer en 2003, Mas Flow fue el álbum de reguetón primero en conocer a un público amplio. De este modo, se presentó al mundo no sólo para el estilo musical en sí mismo en formato de álbum, sino también a Luny Tunes, el dúo de productores que rápidamente se convertiría en uno de los mejores productores conocidos del reguetón.
La naturaleza mixtape de Mas Flow ayudó a introducir una serie de cantantes de reguetón notable en el proceso, incluidos Daddy Yankee, Don Omar, Tego Calderón, Wisin & Yandel, Héctor & Tito, Nicky Jam, Plan B, Zion & Lennox, entre otros. La masterización estuvo a cargo de Nestor Salomon en Digital Recording Services. El éxito del álbum llevó a la edición de Mas Flow 2.
En 2007, Mas Flow Gold Edition fue publicado con idéntica lista de canciones.

## Lista de canciones
| N.º     | Título                                               | Productor(es)                | Duración |  |
| 1.      | «All Star Intro»                                     | Luny Tunes · Noriega         | 1:09     |  |
| 2.      | «Cae la noche» (Héctor & Tito)                       | Luny Tunes · Noriega         | 2:58     |  |
| 3.      | «Aventura» (Wisin & Yandel)                          | Luny Tunes                   | 2:51     |  |
| 4.      | «Entre tú y yo» (Don Omar)                           | Luny Tunes · Eliel           | 3:04     |  |
| 5.      | «Métele sazón» (Tego Calderón)                       | Luny Tunes · Noriega · Eliel | 4:02     |  |
| 6.      | «Cójela que va sin Jockey [sic]» (Daddy Yankee)      | Luny Tunes                   | 3:03     |  |
| 7.      | «Hay algo en ti» (Tito El Bambino con Zion & Lennox) | Luny Tunes                   | 3:51     |  |
| 8.      | «Bailando provocas» (Trébol Clan)                    | Luny Tunes                   | 2:22     |  |
| 9.      | «Motívate al baile» (Baby Ranks)                     | Luny Tunes · DJ Nelson       | 3:23     |  |
| 10.     | «Busco una mujer» (Las Guanábanas)                   | Luny Tunes                   | 2:33     |  |
| 11.     | «Bella dama» (Yaga & Mackie)                         | Luny Tunes · Noriega         | 3:16     |  |
| 12.     | «La gata suelta» (Don Omar con Glory)                | Luny Tunes · Noriega         | 2:53     |  |
| 13.     | «Tú me pones mal» (Ángel & Khriz)                    | Luny Tunes · Noriega         | 2:51     |  |
| 14.     | «Si te preguntan» (Nicky Jam)                        | Luny Tunes · Noriega         | 2:29     |  |
| 15.     | «Tú anda sola» (Jomar)                               | Luny Tunes · Noriega         | 2:21     |  |
| 16.     | «Tú sabes» (Plan B)                                  | Luny Tunes                   | 3:06     |  |
| 17.     | «Métele perro» (K-Mill)                              | Luny Tunes                   | 1:53     |  |
| 18.     | «Te quiero ver» (Cidellis)                           | Noriega                      | 2:45     |  |
| 19.     | «Quisiera» (John Eric)                               | Luny Tunes · Noriega         | 3:22     |  |
| 20.     | «No seas niña» (Angel Doze)                          | Luny Tunes · Noriega         | 2:43     |  |
| 21.     | «Baila Morena» (Héctor & Tito, Don Omar y Glory)     | Luny Tunes · Noriega         | 3:07     |  |
| 1:00:01 |                                                      |                              |          |  |

## Vídeos
- Cae La Noche - Héctor y Tito
- Aventura - Wisin & Yandel
- Entre tú y yo - Don Omar
- Métele Sazón - Tego Calderón
- Cojela Que Va Sin Jockey - Daddy Yankee
- Hay Algo En Ti - Zion & Lennox
- Bailando Provocas - Trébol Clan
- Motívate Al Baile - Baby Ranks
- Tú Sabes - Plan B
- Busco Una Mujer - Las Guanábanas
- Métele Perro - K-Mill
- Baila Morena - Héctor y Tito, Don Omar y Glory

## Posicionamiento en listas
| Listas (2003)                     | Mejor posición |
| --------------------------------- | -------------- |
| Estados Unidos (Top Heatseekers)  | 17             |
| Estados Unidos (Top Latin Albums) | 11             |
| Estados Unidos (Tropical Albums)  | 4              |

| Listas (2005)                        | Mejor posición |
| ------------------------------------ | -------------- |
| Estados Unidos (Latin Rhythm Albums) | 15             |
| Estados Unidos (Reggae Albums)       | 6              |
| Estados Unidos (Top Heatseekers)     | 46             |
| Estados Unidos (Top Latin Albums)    | 24             |
| Estados Unidos (Tropical Albums)     | 6              |